# Christophe Reynders
Christophe Reynders (ur. 17 czerwca 1989) – belgijski snowboardzista. Nie startował na igrzyskach olimpijskich. Jego najlepszym wynikiem na mistrzostwach świata było 8 w Big Air na mistrzostwach w Arosa. Najlepsze wyniki w Pucharze Świata osiągnął w sezonie 2006/2007, kiedy to zajął 87. miejsce w klasyfikacji generalnej.

## Sukcesy

### Mistrzostwa Świata
| Miejsce | Dzień       | Rok  | Miejscowość | Konkurencja | Zwycięzca      |
| ------- | ----------- | ---- | ----------- | ----------- | -------------- |
| 8.      | 19 stycznia | 2007 | Arosa       | Big Air     | Mathieu Crepel |
| DNS     | 20 stycznia | 2007 | Arosa       | Halfpipe    | Mathieu Crepel |
| 46.     | 23 stycznia | 2009 | Kangwŏn     | Halfpipe    | Ryō Aono       |
| 36.     | 24 stycznia | 2009 | Kangwŏn     | Big Air     | Markku Koski   |

### Puchar Świata

#### Miejsca w klasyfikacji generalnej
- 2005/2006 - 94.
- 2006/2007 - 87.
- 2007/2008 - 131.
- 2008/2009 - 154.

#### Miejsca na podium
1. Winterberg – 28 stycznia 2006 (Big Air) - 3. miejsce